# 假桂乌口树
假桂乌口树（学名：Tarenna attenuata），为茜草科乌口树属下的一个植物种。